# ترايدر جي7
ترايدر جي7(بالإنجليزية: Invincible Robo Trider G7) الروبوت الذي لا يُقهَر هو مسلسل أنمي ياباني من نوع ميكا، أنتجه استوديو سنرايز تحت الأسم الجماعي هاجيمي ياتاتي، بينما تولى كتابة السيناريو هيرويكي هوشياما عُرض بين عامي 1980 و1981. يعرف المسلسل بعدة أسماء أخرى، منها الروبوت الذي لا يُهزم، روبوت هجوم الطائر ، والروبوت الذي لا مثيل له.
تتبع القصة حياة واتّا تاكيو، الطالب في الصف السادس الابتدائي، الذي يوازن بين دراسته ورئاسته لشركة خاصة، إلى جانب معاركه ضد إمبراطورية روبوتات قادمة من الفضاء الخارجي. رغم انتماء المسلسل إلى نوع السوبر روبوت، فإنه يقدم صورة واقعية لهذا النوع، مثل إعلام السكان القريبين عند تفعيل روبوت ترايدر جي7، وأخذ التكاليف المالية للمعارك بعين الاعتبار.

## القصة
يروي مسلسل روبوت ترايدر جي7 محاولة غزو كوكب الأرض من قبل إمبراطورية الروبوتات القادمة من الفضاء الخارجي. في مواجهة هذا الخطر، يلتقي العالم نابالون، الذي نُفي من الإمبراطورية، بأب واتّا بطل القصة، ويتعاونان معاً لتصميم الروبوت المتحول ترايدر جي7.
يتوفى والد واتّا في حادث مفاجئ، ويجد واتّا نفسه مضطراً لتولي مسؤولياته، سواء في عمله أو في قيادة روبوت ترايدر. بصفته رئيس شركة تاكيو العامة، يجب على واتّا أن يقاتل من أجل حماية الجميع، دون إهمال الجانب المالي للشركة.

## الشخصيات
شخصيات شركة تاكيو العامة
واتّا تاكيو
الممثل الصوتي ساتومي ماجيما
طفل يتيم في الصف السادس، ويشغل منصب الرئيس الثاني لشركة تاكيو العامة، ويُلقَّب من قِبل الموظفين بـ الرئيس الصغير. يُعد الشخص الوحيد القادر على تشغيل روبوت ترايدر جي7، ويتميّز بالشجاعة والاعتزاز بمسؤوليته رغم صغر سنه.
أوميمارو كاكِيكوجي
الممثل الصوتي ايتشيرو ناغاي
رجل في 64 من عمره يعمل مديرًا في الشركة، ويتميز بقدرته على حساب التكاليف التشغيلية الأساسية لروبوت ترايدر جي7 بسرعة فائقة.
تِيتسوو أتسوي
الممثل الصوتي يوزورو فوجيموتو
عضو في مجلس الإدارة والميكانيكي الوحيد في الشركة، يتولى صيانة روبوت ترايدر وكل ما يتعلق بالأعمال الفنية، حتى إصلاح أجهزة التكييف. يقود المكوك الفضائي ويقدم الدعم المباشر لواتّا.
تُوهاشيرُو كينوشيتا
الممثل الصوتي توكيو شوجي
رئيس قسم فرعي، لكنه لا يتلقى مهام فعلية نظرًا لطبيعة هيكل الشركة. يُعرف بخفة ظله وطبعه المرِح، ويحظى بمحبة الجميع رغم قلة مسؤولياته.
إيكوي سونابارا
الممثل الصوتي كيكو هان - يومي توما
العضوة الوحيدة في الشركة، تبلغ من العمر 18 عامًا، وتعمل في المحاسبة والأعمال المكتبية، إلى جانب تحضير الشاي للموظفين.
ميتشيتارو تاكيو
الممثل الصوتي تاتسوو اوغاتا
والد واتّا والرئيس السابق للشركة، توفي قبل بداية أحداث المسلسل.
نابالون
عالِم انشق عن إمبراطورية الروبوتات ولجأ إلى الأرض، وهو مصمّم روبوت ترايدر جي7.

## الأليات
ترايدر جي7
الروبوت الرئيسي في المسلسل، يبلغ طوله 57 مترًا ويزن 777 طنًا. يمتلك مجموعة متنوعة من الأسلحة، من بينها سيف ترايدر ومدفع شعاع ترايدر. يتميّز بقدرته على التحول إلى ستة أوضاع مختلفة، يُستخدم كلٌّ منها حسب طبيعة الأرض أو الفضاء أو الجو أو الماء.
المكوك
مركبة داعمة لروبوت ترايدر جي7، تظهر لأول مرة في الحلقة 27. يقودها كل من كاكِيكوجي، وتِتسوأو، وتوهاشيرُو، وسونابارا. سلاحها الرئيسي يتكوّن من قاذفَي صواريخ.

## الانتاج
تولى إيتشيرو ناغاي أداء السرد في هذا العمل، وهو نفسه الذي سرد أحداث مسلسل الروبوت الشهير بدلة القتال المتنقلة. خلال تلك الفترة، اعتادت القناة التي عرضت المسلسل أن تعتمد في موسيقاها التصويرية على تاكيو واتانابي ويوشي ماتسوياما. لكن في ذلك الوقت، كان الاثنان منشغلين بإعداد موسيقى النسخة السينمائية من مسلسل بدلة القتال المتنقلة، فحلّ كوراندو كايا مكانهما في تأليف موسيقى هذا العمل.

## الافكار الرئيسية
ابتعدت القصة عن تصوير الروبوتات كأسلحة حربية، وركزت بدلًا من ذلك على تقديم رؤية واقعية لكيفية تشغيل روبوت عملاق في عالم حقيقي. ولتفسير قدرات ترايدر جي 7 التي تتجاوز المعقول، ظهرت مجموعة من العلماء المَنْفِيين من إمبراطورية العدو، وهم من صمّموه، مما يفسّر تفوقه على باقي الروبوتات الأرضية. وظهرت إمبراطورية الروبوت بشكل مختلف عن أعداء القصص المشابهة، إذ لم يكن بينها وبين أبطال القصة أي تواصل، لأنها لم تكن تعرف أن علماؤها السابقين هم من صنعوا ترايدر جي7.

## العرض والإصدارات
بدأ عرض مسلسل ترايدر جي 7 الروبوت الذي لا يُهزم في 2 فبراير 1980، واستمر حتى 24 يناير 1981، وبلغ عدد حلقاته 50حلقة. وفي العام نفسه، عُرض المسلسل في إيطاليا بعنوان الروبوت غير القابل للتدمير ترايدر جي7. ومثل غيره من أعمال الروبوتات الخارقة في تلك الحقبة، صُنعت شركة كلوفر المتخصصة في صناعة الألعاب دمى خاصة بالروبوت الرئيسي.
في عام 2005، صُدر صندوق أقراص يتضمن جميع الحلقات، ثم صُدر إصدار إيطالي في 2012، يحتوي على النسخة المدبلجة الإيطالية إضافة إلى الصوت الأصلي باللغة اليابانية.
شاركت السلسلة في عدد من إصدارات ألعاب حروب الروبوتات الخارقة، من بينها شِين سوبر روبوت وورز وسلسلة سوبر روبوت وورز زِد الفرعية.